# Manfred Maurischat
Manfred Maurischat (* 20. November 1941 in Hamburg) ist ein deutscher klassischer Hornist und Alphornist.

## Leben
Manfred Maurischat wuchs  auf der Nordseeinsel Langeoog auf. In seiner Jugend erhielt er Akkordeon- und später Klavierunterricht.
Nach seinem Schulabschluss besuchte er die Orchesterschule in Hilchenbach. Dort begann er sein Studium mit dem Waldhorn. Nach einjährigem Schulbesuch wurde die Schule aus finanziellen Gründen geschlossen. Manfred Maurischat wurde an der Nordwestdeutschen Musikakademie Detmold aufgenommen. Dort studierte er bei Gustav Neudecker. Schon während seines Studiums wurde er Mitglied im Detmolder Bläserkreis unter der Leitung von Jost Michaels.
Nach seinem Studium war er u. a. Mitglied des Sinfonieorchesters des Südwestfunks Baden-Baden, der Bamberger Symphoniker (1970–1972) und erster Hornist der Basler Orchester-Gesellschaft (BOG), ehe er nur noch als Solist tätig wurde.
Er wurde Preisträger beim deutschen Rundfunkwettbewerb in Saarbrücken.
Neben dem Waldhorn wurde das Alphorn sein Markenzeichen. Komponisten wie Eike Reuter, Gustav Gunsenheimer, Stig Gustav Schönberg und Erich Stoffers schrieben Alphornwerke für ihn.
Maurischat lebt in Bad Salzuflen.

## Diskographie
- Hornqiuintette für Horn und Streichquartett mit dem Kohlhaussen-Quartett
  - Wolfgang Amadeus Mozart: Quintett Es-Dur, KV 407
  - Joseph Küffner: Quintett Es-Dur
  - Franz Anton Hoffmeister: Quintett
  - Wilhelm Gottlieb Hauff: Quintett

- Horn, Alphorn und Orgel mit Ralf Bölting (Orgel)
  - Christoph Förster: Hornkonzert Es-Dur für Horn und Orchester, bearbeitet für Horn und Orgel
  - Jan Koetsier: Choralfantasie op. 89
  - Joseph Jongen: Humoresque op. 92 für Cello und Orgel, bearbeitet für Horn und Orgel
  - Etienne Isoz: Récitatif et Prière für Alphorn und Orgel
  - Leopold Mozart: Sinfonia Pastorale für Alphorn und Orchester, bearbeitet für Alphorn und Orgel